# Хольтхузен, Ганс Эгон
Ганс Эгон Хольтхузен (нем. Hans Egon Holthusen; 15 апреля 1913, Рендсбург — 21 января 1997, Мюнхен) — немецкий писатель, поэт и эссеист.

## Биография
Родился в семье протестантского священника. Изучал в университете германистику и философию, работал лектором и переводчиком, прежде чем он после Второй мировой войны полностью посвятил себя литературному творчеству. Во время длительных поездок по Западной Европе и США Хольтхузен знакомится с Томасом Элиотом и Уистеном Оденом, оказавшими большое влияние на его поэзию.
В 1947 году выходит книга стихов Хольтхузена «Печаль о брате» (нем. Klage um den Bruder), в 1950 году — первое прозаическое произведение «Корабль». Но настоящую известность принесли Хольтхузену его эссе:
- 1951 — «Бездомный»
- 1967 — «Защитная речь за одиночку»
- 1977 — «Американцы и немцы»
- 1982 — «Сартр»
- 1983 — «Опус 19. Речи и противоречия из опыта 25 лет»

а также написанные им биографии Рильке и Мёрике.
Хольтхузен, работавший в 1961—1964 годах директором Дома Гёте в Нью-Йорке и в 1968 году ставший профессором немецкой литературы в северо-западном университете Эванстона (штат Иллинойс), обработал и издал свои американские впечатления в книге «Индиана Кампус», вышедшей в 1969 году.
В 1968—1974 годах Хольтхузен возглавлял Баварскую академию изящных искусств.